# Ælfgifu van Northampton

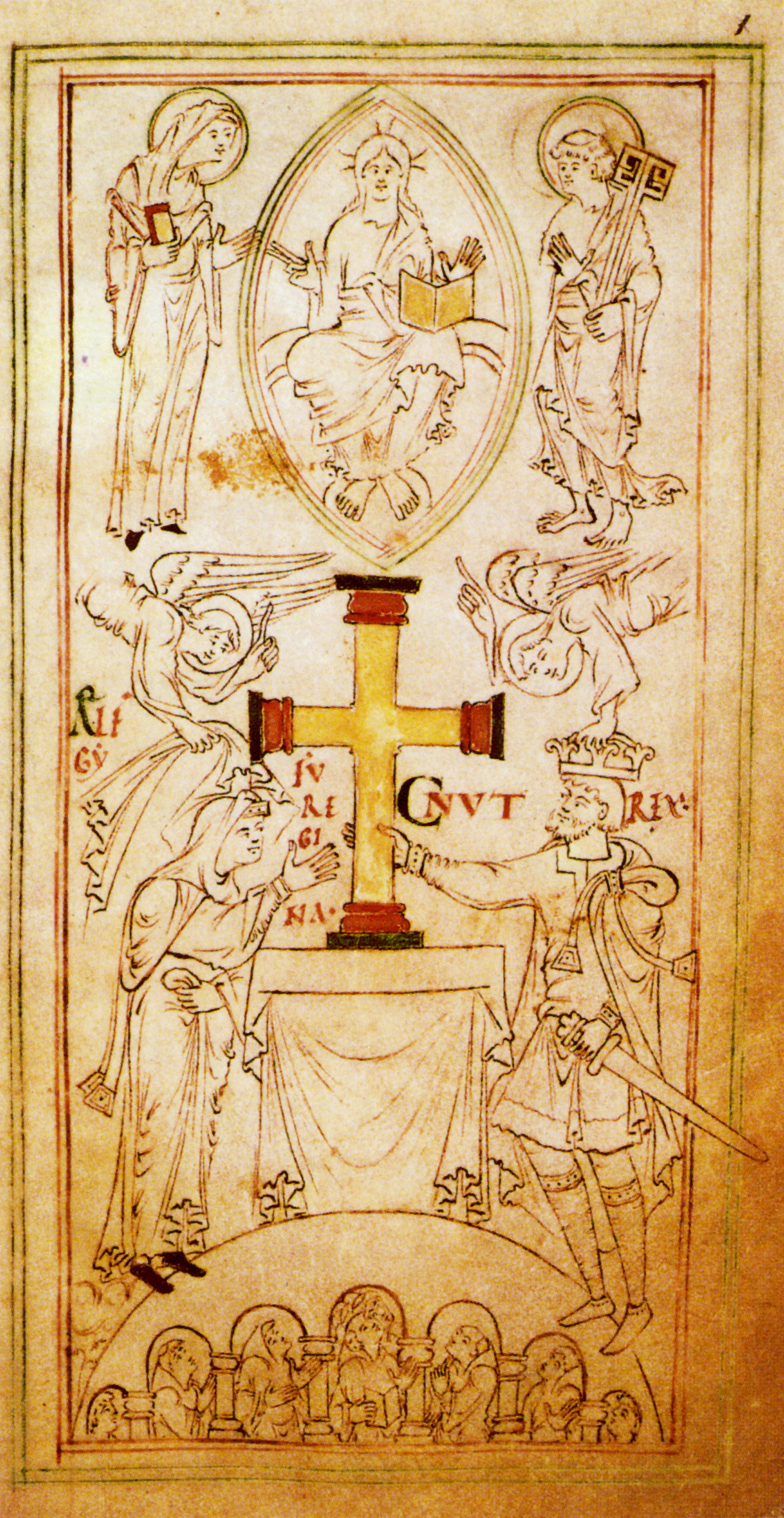
Ælfgifu en Knoet doneren een kruis voor het hoogaltaar van de Old Minster in Winchester.

Ælfgifu van Northampton (ca. 990 - na 1040) was de eerste vrouw van koning Knoet van Engeland, Denemarken en Noorwegen en moeder van koning Harold I van Engeland (1035-1040). In de jaren van 1030 tot 1035 diende zij samen met haar zoon Sven Knutsson als regent van Noorwegen. 